# Абсалямова Юлія Аліківна
Абсаля́мова Юлія Аліківна (3 грудня 1981, село Старохалілово) — етнограф, кандидат історичних наук (2009).

## Біографія
Юлія Аліківна народилася у селі Старохалілово Гайського району Оренбурзької області. 2003 року закінчила Башкирський державний університет. Зараз працює у відділі етнології Інституту історії, мови і літератури Уфимського наукового центру Російської академії наук.

## Наукова робота
Наукові праці присвячені етнічній історії оренбурзьких башкирів: розселенню, родоплемінному складу, міжетнічним контактам; традиціям духовної культури, у тому числі родинним, календарним, поховальним обрядам, звичаям і святам; особливостям розвитку ісламу, культу святих у башкирів.
Абсалямова брала участь у 10 етнографічних експедиціях по Башкортостану, Оренбурзькій та Самарській областях, Киргизстану.
Авторка приблизно 50 наукових робіт.

### Наукові праці
- Родоплеменная этнонимия и её значение в изучении этнической истории башкир (на примере Восточного Оренбуржья) // Вестник Челябинского государственного униыверситета. 2008. Выпуск 26 № 24 (рос.)
- Обряд вызывания дождя у башкир (в контесте изучения народного ислама) // Труды Института историия языка и литературы Уфимского научного центра РАН. Уфа, 2011. Выпуск 5 (рос.)